# 迪尔劳英根
迪尔劳英根是德国巴伐利亚州的一个市镇。总面积12.34平方公里，总人口1614人，其中男性911人，女性703人（2011年12月31日），人口密度131人/平方公里。